# يوهان فيريي
يوهان فيريي (بالهولندية: Johan Henri Eliza Ferrier)‏؛ (12 مايو 1910 - 4 يناير 2010)، أول رئيس لجمهورية سورينام بعد الاٍستقلال عن هولندا، وذلك من 1975 حتى 1980، أطيح به في انقلاب عسكري بتاريخ 13 أغسطس 1980.